# Rakov Dol
Rakov Dol (en serbe cyrillique : Раков Дол) est un village de Serbie situé dans la municipalité de Babušnica, district de Pirot. Au recensement de 2011, il comptait 8 habitants.

## Démographie
| 1948 | 1953 | 1961 | 1971 | 1981 | 1991 | 2002 | 2011 |
| ---- | ---- | ---- | ---- | ---- | ---- | ---- | ---- |
| 591  | 618  | 498  | 444  | 257  | 128  | 18   | 8    |

|  |